# 里氏猫蛛
里氏猫蛛（学名：Oxyopes licenti）为猫蛛科猫蛛属的动物。在中国大陆，分布于甘肃等地。该物种的模式产地在甘肃。